# Nikolàienko
Nikolàienko - Николаенко (rus) - és un khútor del krai de Krasnodar, a Rússia. Es troba als vessants septentrionals del Caucas occidental, a la vora esquerra del riu Pxekha, a 6 km al sud-oest d'Apxeronsk i a 88 km al sud-est de Krasnodar, la capital.
Pertany al municipi de Neftegorsk.